# مأمور دوجانبه
مأمور دوجانبه فیلمی به کارگردانی مهدی میرصمدزاده و نویسندگی احمد نجیب‌زاده محصول سال ۱۳۴۵ است.

## بازیگران
- ایرج قادری
- سهیلا
- نصرت‌الله کنی
- عزیز اصلی
- دیانا
- مینو شفیع
- مجید شهباز
- یدالله محمدی‌نژاد
- حسین اشراق
- کاملیا
- ولی‌الله مؤمنی
- فریده اشراق
- مراد
- روح‌الله مفیدی
- تبریزی
- افشاری
- مهتابی
- میرزایی
- امیری
- کیوان
- لطفی